# Население на Сърбия и Черна гора
В Сърбия и Черна гора са живели около 10 662 087 души, като в Сърбия те са приблизително 9 981 929, а в Черна гора – 680 158.
Според официалните данни българите в Сърбия са 20 475 и повечето живеят в най-бедните райони - предимно в Западните покрайнини.